# J. Bowyer Bell
John Bowyer Bell (Nueva York, 15 de noviembre de 1931-Ibidem, 23 de agosto de 2003) fue un historiador, artista y crítico de arte estadounidense. Era más conocido como un experto en terrorismo.

## Biografía

### Primeros años
Nació en el seno de una familia episcopal en 1931 en Nueva York. Más tarde, la familia se mudó a Alabama, desde donde Bell asistió a la Universidad Washington y Lee en Lexington, Virginia, con especialización en historia. También estudió arte y descubrió que tenía "memoria visual total", el equivalente al tono perfecto de un cantante. Su primera exposición de arte en solitario fue en la biblioteca de la universidad en su último año. Consideró convertirse en un artista profesional y realizó frecuentes visitas a Nueva York para visitar a otros artistas, incluido su héroe Franz Kline, pero comprometido con la academia. Bell se graduó en 1953 y comenzó a estudiar la Guerra Civil Española en la Universidad de Duke en Carolina del Norte. Interrumpió sus estudios en Duke después de recibir una beca Fulbright y viajó a Italia para estudiar en la Universidad de Roma. Bell viajó por Europa entrevistando a veteranos de la Guerra Civil Española, y en Roma se relacionó con escritores y artistas, incluido Cy Twombly. Después de regresar a Estados Unidos, Bell completó su doctorado en Duke en 1958.

### Carrera
Después de graduarse, comenzó a enseñar en el Instituto Tecnológico de Massachusetts, la Universidad de Harvard y la Trinity School de Manhattan. En 1962 se casó con Charlotte Rockey, una egiptóloga, y se mudaron a un apartamento en Manhattan. En Nueva York, socializó con personas como Robert Rauschenberg, Jasper Johns, Jack Kerouac y Frank Stella en Cedar Tavern. Expuso sus pinturas y collages en la Allan Stone Gallery y coleccionó pinturas y esculturas de artistas como John Chamberlain. Bell estaba fascinado por los conflictos terroristas globales y decidió "escribir [su] camino de regreso a la academia". Mientras investigaba Oriente Medio, descubrió que el Irgún se inspiraba en el Ejército Republicano Irlandés (IRA) y la Guerra de Independencia de Irlanda, y comenzó a estudiar el IRA. Bell y su familia viajaron al condado de Carlow en la República de Irlanda en 1965, donde pasó varios meses investigando el Movimiento Republicano. Descubrió que se había publicado poco sobre la historia de Irlanda después de 1922 y que los archivos estatales estuvieron cerrados hasta la década de 1980. Comenzó a investigar en la Biblioteca Nacional de Irlanda y también entrevistó a republicanos irlandeses en una taberna de Kilkenny y en hoteles de Dublín.
En 1966 se publicó su primer libro; Besieged: Seven Cities Under Siege. Ese mismo año regresó a Dublín con su familia para continuar sus investigaciones. En 1967, realizó su primera visita a Irlanda del Norte, donde asistió a una reunión de los prohibidos Clubes Republicanos. En 1969 publicó su segundo libro sobre Oriente Medio; La larga guerra: Israel y los árabes desde 1946. Los disturbios comenzaron en Irlanda del Norte en 1969, y The Secret Army: the IRA 1916-1970 de Bell se publicó al año siguiente y fue una de las primeras historias detalladas del IRA, junto con The IRA de Tim Pat Coogan, que también fue publicado en 1970. Después de la publicación de The Secret Army, Bell vivió principalmente en Nueva York y Londres y continuó visitando Irlanda anualmente. Mientras investigaba en Irlanda, Bell fue atacado con gases lacrimógenos y baleado durante los disturbios en Belfast, que describió como "trabajo de campo demasiado cerca del centro del campo". Continuó viajando mucho, investigando en Medio Oriente, África, Europa y Asia como parte de una carrera descrita como "hablar con terroristas, pistoleros, perros rabiosos y mercenarios". Fue retenido como rehén en Jordania, baleado en Líbano, secuestrado en Yemen y deportado de Kenia. Horn of Africa: Strategic Magnet in the Seventies se publicó en 1973. En 1974, comenzó a escribir con el "Insight Team" del Sunday Times sobre la guerra en Chipre. A esto le siguió la publicación de 1976 de On Revolt: Strategies of National Liberation, para la que entrevistó a más de cien participantes de revueltas contra el Imperio Británico. Terror Out of Zion, publicado en 1977, cubrió la campaña guerrillera del Irgún y Lehi en el Mandato Británico de Palestina. Tras la muerte de su primera esposa en 1981, se casó con una mujer irlandesa, Norah Browne del condado de Kerry, a quien había conocido mientras filmaba su documental de 1972, The Secret Army.
Continuó trabajando en otras áreas; fue profesor adjunto en la Escuela de Asuntos Públicos e Internacionales de la Universidad de Columbia y ocupó el cargo de investigador asociado en el Instituto de Estudios de Guerra y Paz de la universidad. Fue miembro del Consejo de Relaciones Exteriores y fundó una consultoría, el Centro de Análisis Internacional, entre cuyos clientes se encontraban el Departamento de Estado de los Estados Unidos, el Departamento de Justicia de los Estados Unidos, la Agencia Central de Inteligencia y las cadenas de televisión estadounidenses. Continuó trabajando como académico independiente, realizando investigaciones con la ayuda de subvenciones; recibió más de siete becas Guggenheim y rechazó un Premio Rockefeller de Humanidades. También continuó su carrera en la pintura, recibió una beca Pollock-Krasner y exhibió trabajos inspirados en los conflictos que presenció. A partir de 1979, sus pinturas se exhibieron anualmente en la Taylor Gallery de Dublín, y también realizó exposiciones en Manhattan y Hungría. Inició una carrera como crítico de arte en la década de 1990, escribiendo para la revista Review, con sede en Nueva York, y también recibió el encargo de escribir entradas de catálogos para galerías y retrospectivas de museos.
Continuó escribiendo sobre el IRA y los acontecimientos en curso de los disturbios en Irlanda del Norte, y en 1994 fue orador en el Festival de Belfast Occidental, donde sugirió que el IRA era la única organización en Irlanda del Norte que entendía sus problemas. En 1996, ocupó los titulares en Irlanda y en el extranjero después de reunirse con el Consejo del Ejército del grupo disidente republicano Continuity IRA en una zona rural secreta de Irlanda. El exmiembro del IRA Anthony McIntyre afirmó que Bell tenía un sesgo republicano proirlandés, y McIntyre afirmó que "la larga familiaridad de Bowyer Bell con el republicanismo irlandés provocó una vez el comentario cáustico de que no hay nadie más vengativo que un pistolero reformado". Además de publicar versiones actualizadas de The Secret Army, Bell continuó escribiendo sobre otros aspectos de los conflictos en Irlanda y Medio Oriente. Cheating and Deception se publicó en 1991, The Irish Troubles: A Generation of Violence 1967-1992 en 1993, In Dubious Battle: The Dublin and Monaghan Bombings 1972-1974 y Back to the Future: The Protestants and a United Ireland en 1996, y Dinámica de la lucha armada en 1998. Con la ayuda de una subvención del Instituto Tecnológico de Massachusetts, regresó al Medio Oriente en 2000 para realizar investigaciones para su próximo libro, sobre el terrorismo islámico egipcio. Al igual que cuando The Secret Army se publicó por primera vez poco después del inicio de los disturbios, el momento de Bell volvió a ser bueno con la publicación de Murders on the Nile: The World Trade Center and Global Terrorism en 2002, poco después de los atentados del 11 de septiembre de 2001 perpetrados por Al-Qaeda.

### Fallecimiento
Falleció de insuficiencia renal en un hospital de Nueva York el 23 de agosto de 2003. Sus pinturas continúan exponiéndose desde su muerte.